# National Democratic Institute for International Affairs
Le National Democratic Institute for International Affairs, ou NDI (en français, Institut national démocratique pour les affaires internationales) est un think tank américain idéologiquement lié au Parti démocrate, même s'il se présente comme « non partisan »[réf. nécessaire]. Dans le cadre du National Endowment for Democracy, il entend promouvoir la démocratie dans le monde.
Selon des documents divulgués par WikiLeaks, le NDI aurait financé des groupes d'opposition vénézuéliens depuis le début de la présidence du socialiste Hugo Chávez.
Depuis janvier 2024, sa présidente est Tamara Cofman Wittes (en).

## Conseil d'administration
Le Board of Directors est composé de[Quand ?] :
- Madeleine Albright, Chair person
- Rachelle Horowitz, Vice Chair
- Kenneth F. Melley, Secretary
- Eugene Eidenberg, Treasurer
- Kenneth D. Wollack, President
- Marc B. Nathanson, Vice Chair
- Douglas Ahlers
- Bernard W. Aronson
- J. Brian Atwood
- Harriet C. Babbitt (en)
- Elizabeth Frawley Bagley
- Erskine Bowles
- Joan Baggett Calambokidis
- Thomas A. Daschle
- Barbara J. Easterling
- Geraldine A. Ferraro
- Sam Gejdenson
- Patrick J. Griffin
- Shirley Robinson Hall
- Harold Hongju Koh
- Peter Kovler
- Nat LaCour
- Robert G. Liberatore
- Judith A. McHale
- Constance J. Milstein
- Molly Raiser
- Nicholas A. Rey
- Susan E. Rice
- Nancy H. Rubin
- Elaine K. Shocas
- Bren Simon
- Michael R. Steed
- Maurice Tempelsman
- Arturo Valenzuela
- Mark R. Warner
- Paul G. Kirk, Jr., Chairman Emeritus
- Walter F. Mondale, Chairman Emeritus
- Charles T. Manatt, Chairman Emeritus[2]

## Comité consultatif supérieur
Le Senior Advisory Committee est composé de[Quand ?] :
- William V. Alexander
- Michael D. Barnes
- John Brademas
- Bill Bradley
- Emanuel Cleaver, II
- Mario M. Cuomo
- Patricia M. Derian
- Christopher J. Dodd
- Michael S. Dukakis
- Martin Frost
- Richard N. Gardner
- Richard A. Gephardt
- John T. Joyce
- Peter G. Kelly
- Paul G. Kirk, Jr.
- Elliott F. Kulick
- John Lewis
- Donald F. McHenry
- Abner J. Mikva
- Charles S. Robb
- Stephen J. Solarz
- Theodore C. Sorensen
- Esteban E. Torres
- Anne Wexler
- Andrew J. Young[2]